# Nanning

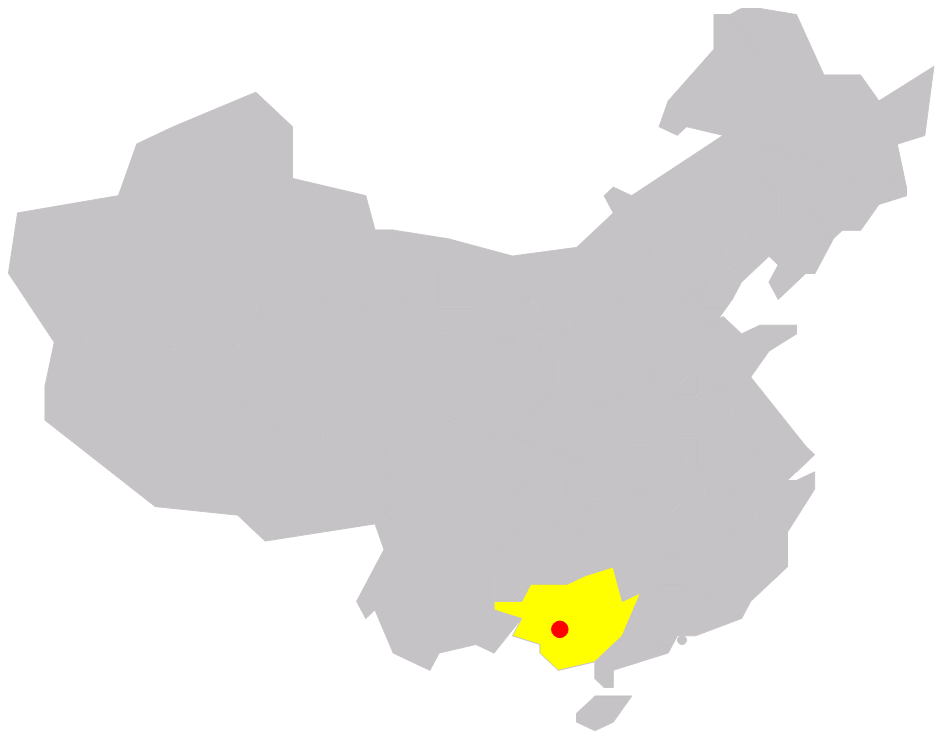
Nanning na China

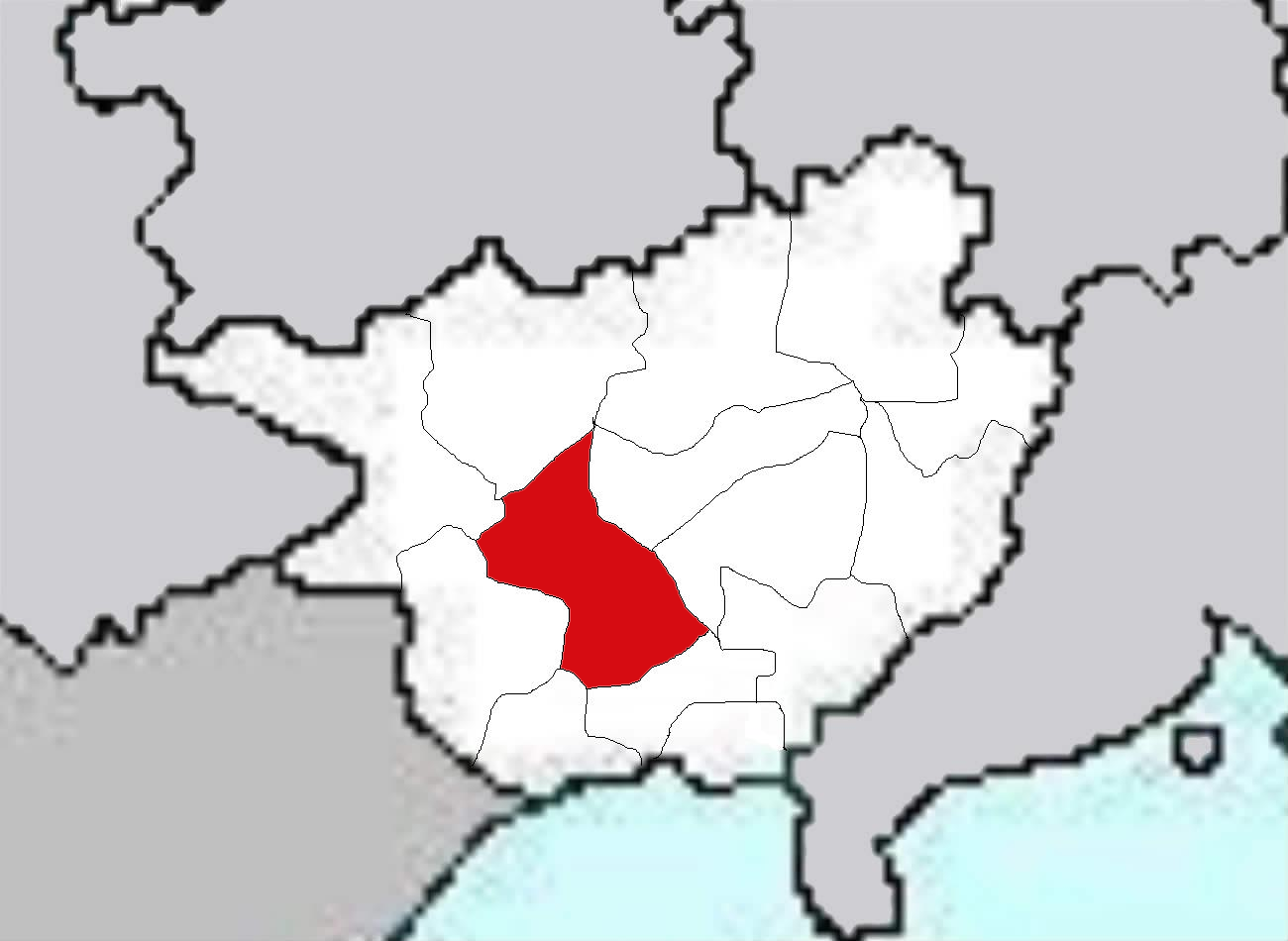
Nanning na Guangxi

Nanning (em chinês tradicional: 南寧; chinês simplificado: 南宁; pinyin: Nánníng; zhuang:Nanzningz) é a capital e a maior cidade da região autónoma Zhuang de Guangxi, na China. Localiza-se nas margens do rio Yong. Tem cerca de 1465 mil habitantes. Foi fundada no século X e é a capital da região desde 1912.

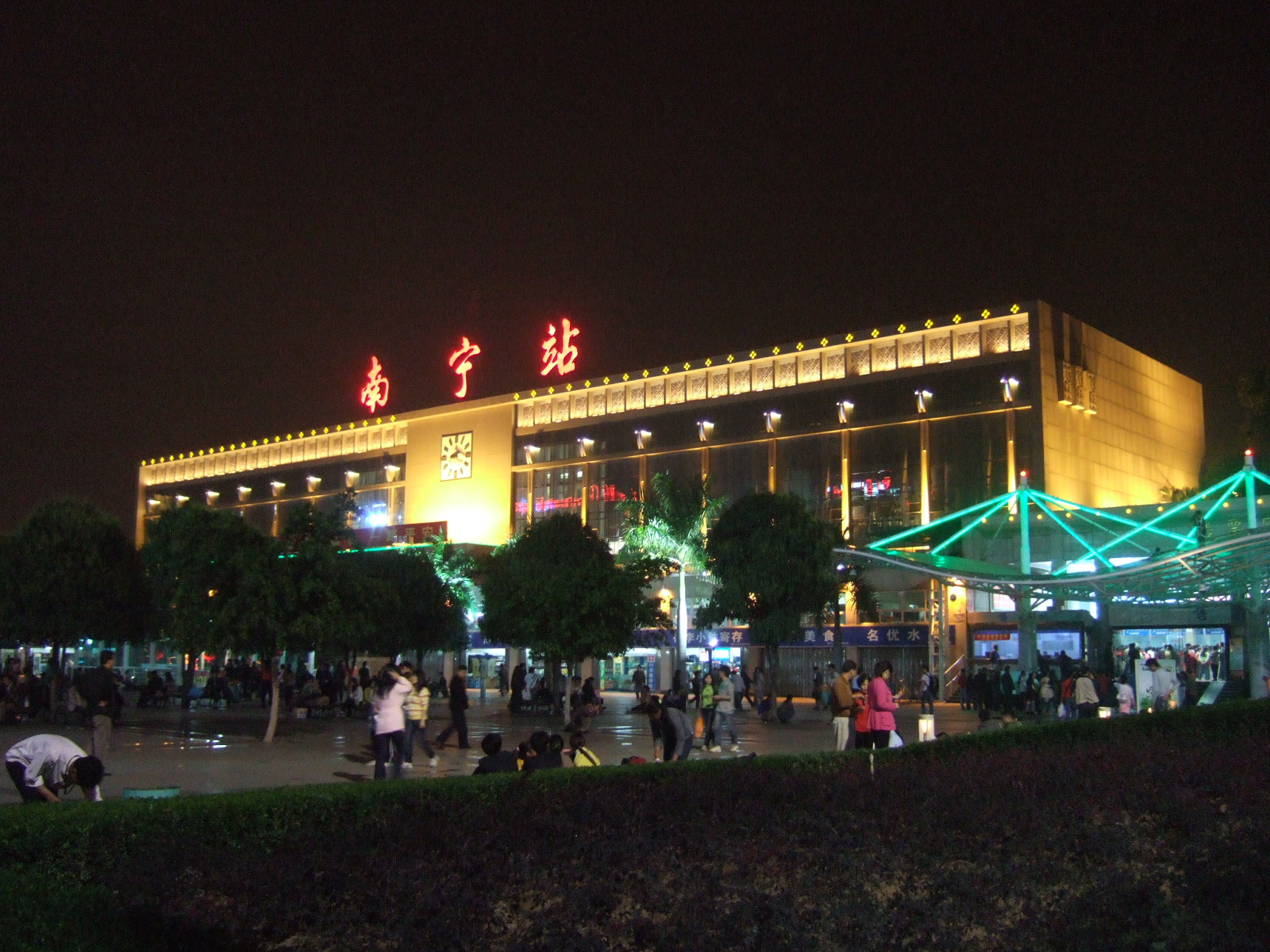
Estação Nanning